# Мартыновский районный краеведческий музей имени Карпенко
Мартыновский районный краеведческий музей им. В.В.Карпенко  —  музей в слободе Большая Мартыновка Мартыновского района Ростовской области.
Адрес музея: Мартыновский район, 346660, Ростовская область сл. Б. Мартыновка, ул. Ленина, 46,

## История и описание
Мартыновский районный краеведческий музей им. В. В. Карпенко был создан по инициативе ветеранов и участников Великой Отечественной войны села Мартыновка Мартыновского района Ростовской области. Официальным днем открытия считается 7 ноября 1967 года. Музей долгое время работал в здании районного Дома культуры.
В 1992 году музей был ограблен неизвестными, в результате чего лишился уникальных экспонатов. В 1999 году музею было передано здание Центральной районной библиотеки.В это время в основном фонде музея находилось 1924 единиц хранения. Экспонаты были разделены на следующие виды: живопись (16 единиц), изделия прикладного искусства (20 единиц), предметы нумизматики (50 единиц), предметы археологии (3 единицы), предметы быта и этнографии (120 единиц), фотографии (1300 единиц), документы (414 единиц).
В 2004 году музей был переведен в старинное здание по адресу сл. Большая Мартыновка ул. Ленина, 46. После смерти в 2005 году писателя В. В. Карпенко, родившегося в поселке Мартыновка, по многочисленным пожеланиям жителей Мартыновского района, по Решению Собрания депутатов Мартыновского района было решено присвоить музею имя В. В. Карпенко. В ноябре 2008 года МУ «Мартыновский районный краеведческий музей» переименовали в Муниципальное казенное учреждение «Мартыновский районный краеведческий музей им. В. В. Карпенко». Учредителем и собственником имущества Музея стало муниципальное образование "Мартыновский район".
В настоящее время музей содержит большую коллекцию музейных экспонатов. Его основной фонд содержит 3333 единиц хранения, а научно-вспомогательный фонд содержит 1439 предметов. Большая часть коллекции пополняется за счет даров местных жителей. Основной музейные фонд состоит из четырех коллекций: коллекция письменных источников, коллекция вещевых источников, нумизматическая коллекция, коллекция оружия и предметы вооружения.